# Carl Brockelmann
Carl Brockelmann (Rostock, 17 settembre 1868 – Halle, 6 maggio 1956) è stato un orientalista e arabista tedesco.
Semitista tedesco, Carl Brockelmann è stato uno dei principali orientalisti della sua epoca.

## Biografia
Quarto nato di una famiglia di sei figli, Brockelmann effettuò i suoi primi studi nella sua città natale. Nel 1886 si immatricolò come studente di Studi orientali, filologia classica e storia nell'Università di Rostock. Nella primavera del 1887 si spostò nell'Università di Breslavia e, un anno dopo, in quella di Strasburgo, per studiare sotto la guida del massimo orientalista tedesco della sua generazione, Theodor Nöldeke (1836-1930).

Studiò, tra le altre, lingua latina, greco, accadico, arabo, amarico, ebraico, turco, persiano, sanscrito, armeno, egiziano e lingue indo-germaniche.
Laureatosi nel 1890 con una tesi comparativa tra l'opera storica di Ibn al-Athir e di Ṭabarī, effettuò nel 1895-6 viaggi di studio a Istanbul, Londra e Parigi, operando come libero docente a Breslavia e lavorando con Eduard Sachau nella sua opera di edizione traduzione del capolavoro di Ibn Sa'd, le al-Ṭabaqāt al-kubrā, occupandosi del volume dedicato alle donne celebri del primo Islam.
Divenne quindi professore a Berlino nel 1900 e, dal 1903, fu ordinario nell'Università di Königsberg, oggi Kaliningrad (Russia). Fu poi professore nell'Università "Martin Lutero" di Halle-Wittenberg, dove rimase fino al 1922, ricoprendo anche la carica di Rettore.
Polemizzò fortemente con il ministro tedesco della Cultura dell'epoca, Carl Heinrich Becker, che etichettò senza timore come "ministro contro la cultura germanica" nella sua Introduzione alla  Geschichte der arabischen Litteratur ("Storia della letteratura araba") (1898–1902), che fu senz'altro la sua miglior realizzazione, includendo tutti gli scrittori arabografi fino al 1937 e che rimane ancor oggi indispensabile strumento per chi intenda studiare la letteratura in lingua araba, intesa nel senso più ampio del termine, e questo malgrado i suoi non pochi errori di stampa. Un utile completamento è il lavoro di Georg Graf relativo ai testi in arabo di ambiente cristiano.
Pubblicò anche la Syrische Grammatik mit Litteratur, Chrestomathie und Glossar (1899), la Semitische Sprachwissenschaft (1906), il Lexicon syriacum (1928) e la Arabische Grammatik (stampata nel 1941 sotto suo nome, anche se si trattava dell'11ª edizione della grammatica di Albert Socin, precedentemente rivista ampiamente e varie volte proprio da Brockelmann).

## Pubblicazioni
- Lexicon Syriacum, Berlin: Reuther & Reichard, 1895; Edinburgh, T. & T. Clark. [ed. 1995: ISBN 3-487-01181-6] (in latino)
- Geschichte der arabischen Litteratur (I-II: Weimar 1898, Berlin 1902 [prima edizione], Leiden 1943 e 1949 [seconda edizione]; Volumi supplementari: I-III: Leiden 1937, 1938 e 1942.
- Grundriß der vergleichenden Grammatik der semitischen Sprachen, 2 voll., Berlin, Reuther and Reichard, 1908-1913.
- Abessinische Studien, Berlin, Akademie Verlag, 1950.